# Cyril Vernon Lechmere Lycett
Cyril Vernon Lechmere Lycett, britanski general, * 1894, † 1978.